# Бої за гору Лисоня

Хрест скорботи і слави, встановлений на горі Лисоня у 1994 році в пам'ять про українських січових стрільців.

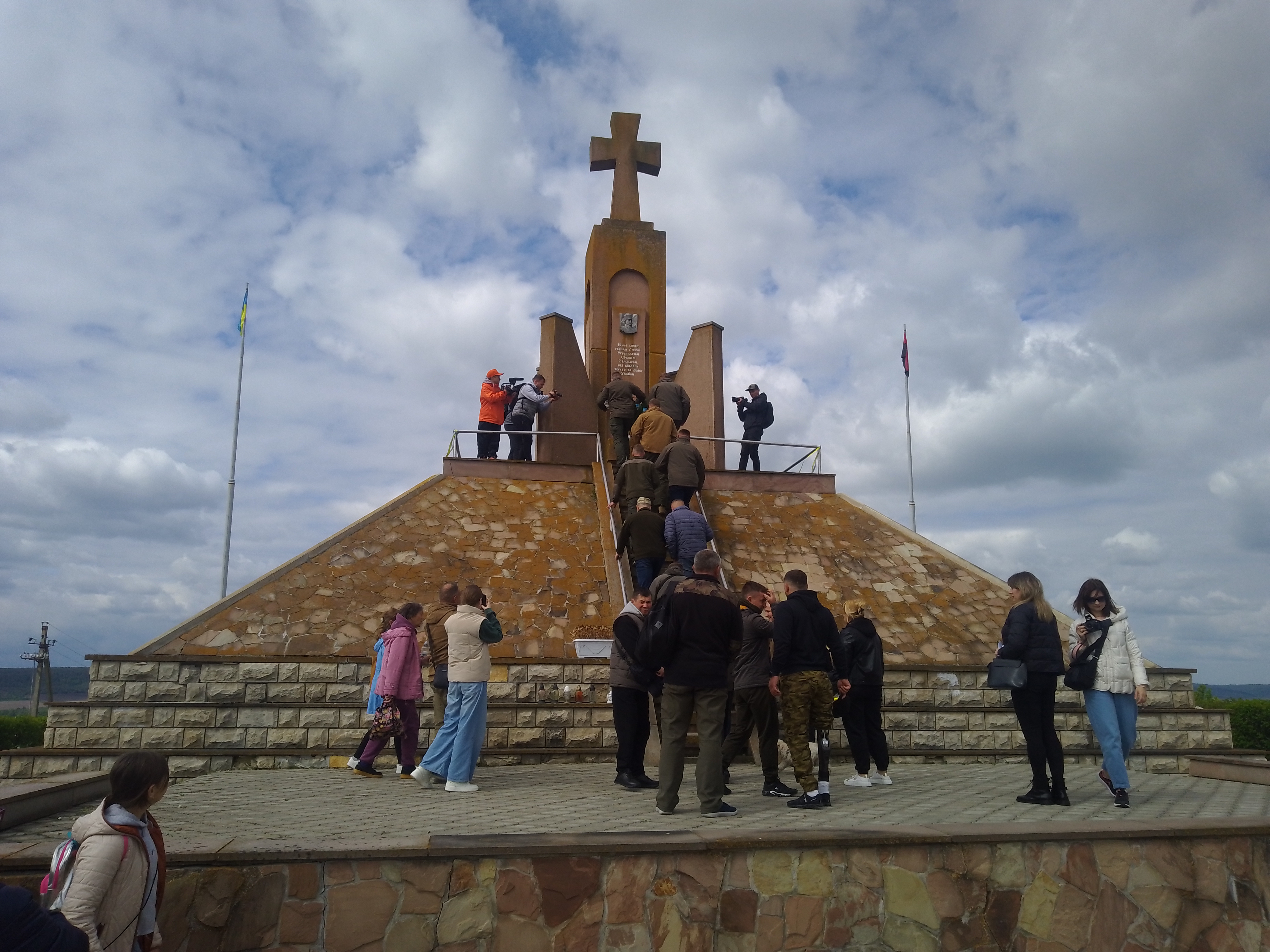
Захід для ветеранів російсько-української війни та родин загиблих га горі Лисоня

Бої за гору Лисоня — запеклі бої між полком українських січових стрільців (у складі бойових армії Австро-Угорщини) з російськими військами. Відбулися у серпні-вересні 1916 року. У ході битви полк УСС втратив більшість свого складу, проте виконав своє завдання — зупинив наступ російських військ на Бережани, завдавши окупантам важких втрат. Частина військових подій Першої світової війни.

## Передумови
У червні 1916 року на Східному фронті Першої Світової війни розпочалась масова наступальна операція російських військ, відома як Брусиловський прорив. Водночас на Західному фронті французькі війська завдали поразки австро-німецькій армії на річці Соммі. Ініціатива повністю перейшла на бік Антанти. У паніці австрійське і німецьке командування кидає в бій усі свої сили, навіть турецькі дивізії з Салонікського фронту. За таких обставин ближче до фронту, під Бережан, був переведений і 1-й полк УСС під командуванням Антіна Вариводи. На початку серпня розпочався наступ Південно-Західного Фронту російської армії у сторони Львова, Бродів та Ковеля. Одна зі збройних угруповань — 55 дивізія під командуванням генерала Фляйшмана наступала у сторону Бережан. УСС отримало наказ захистити місто і зупинити ворожий наступ під Потуторами. Головним плацдармом було обрано гору Лисоня за 4 км на південний схід від Бережан.

## Перебіг подій
|                                                                                        |  |  |
| Ювілейна монета НБУ номіналом 5 грн., присвячена боям січових стрільців на горі Лисоня |  |  |

Вже на 11 серпня російські війська закріпилися неподалік. Наступного дня відбулися перші зіткнення. Російські частини атакували дві сотні першого куреня УСС. Січові стрільці були змушені відступити. І хоча дві інші сотні сформували другу лінію оборони й ліквідували загрозу подальшого наступу, це не перешкодило австрійському командуванню звинуватити українських бійців у зраді. Їх було відправлено в село Потутори на реорганізацію, а командувач — Антін Варивода подав у відставку.
Позиційні зіткнення ворожих сил тривали майже два тижні. 31 серпня російська армія наступає, щоб захопити Бережани. Австро-угорські частини, у складі яких були й УССуси, зупинили їх на Лисоні, але через три дні росіяни проривають оборону. Над підрозділами січових стрільців нависла небезпека. Того ж дня проти наступних російських військ було спрямовано дві сотні 1-го куреня УСС. Одна атакувала ворога, але цей порив закінчився невдало. Більшість стрільців і командир Роман Сушко потрапили в російський полон. Інші сотні під командуванням Андрія Мельника та Василя Кучабського вступили в бій на Лисоні й зупинили наступ ворога. Четверта сотня Осипа Будзиновського була розбита. Весь день тривав бій, у якому полягло десятки старшин та стрільців. Росіяни майже оточили Бережани.
У цей час вступив у бій другий курінь УСС. Цісарським воякам вдалося закріпитися на Лисоні. 4 вересня почався їхній контрнаступ. До вечора вдалося відбити всі позиції. У триденних боях українські воїни проявили неабияку мужність.
Ще одну спробу прорвати австрійський фронт російські війська зробили 16 вересня. Росіянам вдалося зайти у фланг і тил полку УСС. Січові стрільці відбили атаку, але лінія фронту наближалася безпосередньо до Бережан. Затишшя тривало недовго.
Військові події досягли апогею в останні дні вересня 1916-го. 29 числа розпочався третій, найбільш масований наступ росіян у районі Лисоні. Бої тривали майже безперервно три доби. Упродовж перших двох днів російська артилерія вела ураганний обстріл цісарських військ на Лисоні та в околицях села Потутори. У другій половині дня 30 вересня російська піхота розпочала наступальну операцію на висоті 327. Росіяни розбили угорський полк і зайняли його позиції, створивши плацдарм для наступу. Далі російські військові частини виходять у долину річки Золота Липа в напрямку села Посухова і, використовуючи зайняті 16 вересня позиції, оточують полк Українських січових стрільців, дислокований у селі Потутори. Ціною великих втрат частині УСС вдалося прорвати кільце оточення і вийти до Бережан. У складі колишнього полку січових стрільців залишилося 17 старшин і 150 стрільців.

## Наслідки
- Через значні втрати постало питання про саме існування полку УСС. Проте згодом, завдяки ефективній роботі Вишколу УСС відбулося відродження формації.
- Російські війська так і не зуміли втриматись на Лисоні, й незабаром були відкинуті 55 дивізією Ц і К. армії.

## Вшанування подвигу
У 2006 році у місті Бережани було започатковано фестиваль-конкурс стрілецької та повстанської пісні «Дзвони Лисоні». Його мета – популяризація стрілецької та повстанської пісні, прославлення борців за волю України, виховання юнацтва в дусі відданості, патріотизму, жертовності у боротьбі за честь, віру і славу незалежної України.
3 вересня 2016 року в конференц-залі Бережанського агротехнічного інституту відбулась наукова конференція присвячена сторіччю боїв на г. Лисоня.
У 2016 року Національний банк України випустив пам'ятну монету номіналом 5 грн, присвячену 100-річчю боїв січових стрільців на горі Лисоня. 
У 2016 році споруджено каплицю Покрови Пресвятої Богородиці. Її розмалювали художники Олег та Віталій Шупляки, Богдан Бринський, Михайло Дирбавка, Микола Шевчук та керівник проекту Богдан Ткачик. 
У 2025 році відбувся захід для ветеранів російсько-української війни та  родин загиблих.  